# Garkoschke
Die Garkoschke (niedersorbisch Górkoška) ist ein künstlich entstandener See westlich von Peitz im Landkreis Spree-Neiße im Land Brandenburg.

## Geographie
Das Gewässer liegt westlich des Stadtzentrums und dort westlich des Wohnplatzes Ottendorf. Nördlich fließen die Malxe sowie der Graben von Ottendorf, südlich der Hammergraben vorbei.

## Geschichte und Nutzung
In dem Gebiet lagerte sich in der Weichsel-Eiszeit Sand aus der Lieberoser Heide in Form einer Düne ab. Mit dem Bau des Kraftwerks Jänschwalde entstanden in Peitz in den 1970er Jahren zahlreiche neue Wohngebäude. Der Sand für diese Gebäude wurde aus dem Dünengebiet entnommen und formte so aus der ursprünglichen Entnahmestelle die Garkoschke.
Der See wird im 21. Jahrhundert zur Naherholung genutzt. Im südöstlichen Bereich ist ein breiter Sandstrand mit einem gastronomischen Angebot.